# Pro D2 (balonmano)
La Proligue 2 es la segunda división de balonmano de Francia. Está compuesta por 14 equipos, de los que dos ascienden a la LNH.

## Equipos 2017-18
- US Créteil HB
- Istres HB
- Pontault-Combault HB
- Sélestat Alsace HB
- Chartres MHB
- Billere HB
- Caen HB
- JS Cherbourg
- Limoges Hand 87
- APTT Nancy
- ES Besançon
- Dijon Bourgogne HB
- Saint-Marcel Vernon
- Cavigal Nice

## Palmarés
| Temporada    | Campeón                          |
| ------------ | -------------------------------- |
| Nationale 1B |                                  |
| 1952-1953    | ?                                |
| ...          | ?                                |
| 1967-1968    | Poitiers Étudiants Club Handball |
| ...          |                                  |
| 1974-1975    | Laetitia Nantes Handball         |
| ...          | ?                                |
| 1981-1982    | Stade Toulousain                 |
| 1982-1983    | ?                                |
| 1983-1984    | ?                                |
| 1984-1985    | US Dunkerque                     |
| 1985-1986    | HBC Villefranche                 |
| 1986-1987    | HBC Vénissieux                   |
| 1987-1988    | SLUC Nancy COS Villers           |
| 1988-1989    | Girondins de Bordeaux HBC        |
| 1989-1990    | Paris-Asnières                   |
| 1990-1991    | Mulhouse Sud Alsace              |
| 1991-1992    | Montpellier HB                   |
| 1992-1993    | Massy Essonne HB                 |
| Nationale 1  |                                  |
| 1993-1994    | UMS Pontault-Combault HB         |
| 1994-1995    | Istres Sports                    |

| Temporada  | Campeón                        |
| ---------- | ------------------------------ |
| Division 2 |                                |
| 1995-1996  | ES Besançon                    |
| 1996-1997  | Nice Côte d'Azur HB            |
| 1997-1998  | HBC Villeneuve-d'Ascq          |
| 1998-1999  | Livry-Gargan Handball          |
| 1999-2000  | GFCO Ajaccio                   |
| 2000-2001  | USAM Nîmes                     |
| 2001-2002  | Villeurbanne HBA               |
| 2002-2003  | Livry-Gargan Handball          |
| 2003-2004  | HBC Villefranche-en-Beaujolais |
| 2004-2005  | UMS Pontault-Combault HB       |
| 2005-2006  | SMV Porte Normande             |
| 2006-2007  | Saint-Raphaël VHB              |
| 2007-2008  | HBC Nantes                     |
| 2008-2009  | Cesson-Rennes MHB              |
| 2009-2010  | Paris Handball                 |
| 2010-2011  | US Créteil HB                  |
| Pro D2     |                                |
| 2011-2012  | Pays d'Aix                     |
| 2012-2013  | USAM Nîmes                     |
| 2013-2014  | US Créteil HB                  |
| 2014-2015  | US Ivry                        |
| 2015-2016  | USM Saran                      |
| Proligue   |                                |
| 2016-2017  | Tremblay-en-France HB          |
| 2017-2018  | Istres OPH                     |